# Saint-Jeoire-Prieuré
Saint-Jeoire-Prieuré – miejscowość i gmina we Francji, w regionie Owernia-Rodan-Alpy, w departamencie Sabaudia.
Według danych na rok 1990 gminę zamieszkiwało 771 osób, a gęstość zaludnienia wynosiła 144 osób/km² (wśród 2880 gmin regionu Rodan-Alpy Saint-Jeoire-Prieuré plasuje się na 927. miejscu pod względem liczby ludności, natomiast pod względem powierzchni na miejscu 1489.).